# Dankmar Adler

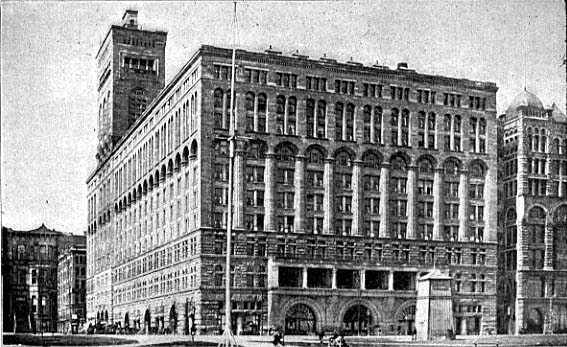
Auditorium Building w Chicago

Dankmar Adler (ur. 3 lipca 1844 w Lengsfeld (dzisiaj Stadtlengsfeld) pod Eisenach (Niemcy), zm. 16 kwietnia 1900 w Chicago) – amerykański architekt i inżynier, z pochodzenia niemiecki Żyd. Odegrał istotną rolę w szkole chicagowskiej.

## Życiorys
Urodził się w Stadt Lengsfeld w Niemczech, był synem rabina Liebmana Adlera i Sary Eliel, która zmarła wkrótce po porodzie. Dziesięć lat później (1854) naciski gospodarcze i polityczne skłoniły rodzinę Adlerów do emigracji do Stanów Zjednoczonych, gdzie Liebman i jego druga żona, Zerlina Picard, osiedlili się w Detroit, gdzie spędził resztę dzieciństwa. Rabin Adler zajmował ambonę Kongregacji Beth El. Młody Dankmar studiował rysunek pod okiem Juliusa Melchersa (ojca artysty Gariego Melchersa) i uczęszczał do Ann Arbor Union High School, aby przygotować się do studiów na Uniwersytecie Michigan. Po zdaniu egzaminu wstępnego był praktykantem u kilku architektów z Detroit: Johna J. Schaefera, a następnie E. Willarda Smitha i młodego asystenta Smitha, Johna Bancrofta.
Studiował łącznie na 2 Uniwersytetach: Michigan i Chicago architekturę, tam też w roku 1861 osiedlił się jako architekt. W tym samym roku (1861) jego rodzina także przeniosła się do Chicago. W 1881 r. razem z Louisem Sullivanem założył biuro architektoniczne Adler & Sullivan.
Adler był prezydentem Western Association of Architects, sekretarzem American Institute of Architects i członkiem wielu innych stowarzyszeń zawodowych. W latach 1873–1877 był też sekretarzem United Hebrew Charities Chicago. Biuro Adler & Sullivan było głównym przedstawicielem stylu nazywanego Chicago School of Architecture (Chicagowska Szkoła Architektury). W samym Chicago według ich projektów powstał między innymi Central Music Hall oraz liczne budowle świeckie i sakralne. Biuro współpracowało także przy powstaniu Carnegie Hall w Nowym Jorku.

## Projekty (wybór)
- Auditorium Building w Chicago, 1887–1889 (na zdjęciu obok)
- Standard Club w Chicago, 1887–1888
- Wainwright Building w St. Louis, 1890–1891
- Kehilath Anshe Ma’ariv Synagogue w Chicago, 1891
- Schiller Building w Chicago, 1892 zdjęcie
- Chicago Stock Exchange w Chicago, 1893–1894 zdjęcie
- World Columbian Exposition in Chicago, 1893
- Central National Bank Building in St. Louis, 1893
- Guaranty Building w Buffalo, 1894–1896 zdjęcie
- Victoria Building w St. Louis, 1898